# Live at CBGB
Live at CBGB é o primeiro álbum ao vivo pela banda Agnostic Front, lançado em 1989.
Craig Setari substituiu Alan Peters no baixo.

## Faixas
1. "Victim in Pain" (Roger Miret) – 2:11
2. "Public Assistance" (Rob Kabula, Peter Steele) – 1:23
3. "United Blood" (Vinnie Stigma) – 1:20
4. "Friend or Foe" (Stigma) – 1:21
5. "Strength" (Steve Martin) – 2:36
6. "Blind Justice" (Miret) – 1:22
7. "Last Warning" (Miret, Stigma) –:43
8. "Toxic Shock" (Kabula, Miret, Steele) – 1:50
9. "United and Strong" (Miret) – 1:34
10. "Crucified" (Iron Cross)– 2:22
11. "Liberty and Justice" (Alan Peters) – 2:46
12. "Discriminate Me" (Stigma) –:35
13. "Your Mistake" (Miret) – 1:25
14. "Anthem" (Martin, Miret, Peters) – 2:38
15. "With Time" (Miret) – 2:08
16. "Genesis" (Miret) – 1:33
17. "The Pain Song" (Agnostic Front) – 1:09
18. "Fascist Attitudes" (Miret) – 1:50
19. "The Eliminator" (Kabula, Miret, Steele) – 3:02

## Créditos
- Roger Miret – Vocal
- Vinnie Stigma – Guitarra
- Steve Martin – Guitarra
- Craig Setari – Baixo
- Will Shepler – Bateria